# The Life of Emile Zola
The Life of Emile Zola (La vida de Émile Zola) es una película biográfica sobre el escritor francés dirigida por William Dieterle, con Paul Muni en el papel principal y estrenada en 1937. 
Producida durante la Gran Depresión y después de que el Partido Nazi hubiera tomado el poder en Alemania, la película no pudo explorar el tema clave de la injusticia antisemita en Francia a fines del siglo XIX, cuando Zola se involucró en el Caso Dreyfus, su amistad con el pintor Paul Cézanne y el trabajo para ganar el liberación del oficial.
La película tuvo su estreno en el Teatro Círculo Carthay (Carthay Circle Theatre), de Los Ángeles, y fue un gran éxito crítico y financiero. 
The Life of Emile Zola es el segundo trabajo biográfico que consiguió ganar el Oscar a la Mejor Película.

## Sinopsis
Ambientada a mediados y finales del siglo XIX, la película muestra la temprana amistad de Zola con el pintor postimpresionista Paul Cézanne, y su ascenso a la fama a través de su prolífica escritura. Explora su participación tarde en el Caso Dreyfus.
En 1862, París, el luchador escritor Émile Zola (Paul Muni) comparte un ático de París con su amigo, el pintor Paul Cézanne (Vladimir Sokoloff). Su prometida Alexandrine le consigue un trabajo de empleado de escritorio en una librería, sin embargo, pronto lo despiden después de que despierta la ira de su empleador y un agente de policía con su novela provocativa, The Confessions of Claude. Luego es testigo de muchas injusticias en la sociedad francesa, como un barrio pobre lleno de gente, condiciones mineras ilegales y corrupción en el ejército y el gobierno francés. Finalmente, un encuentro casual con una prostituta callejera (Erin O'Brien-Moore) que se esconde de una redada policial inspira a su primer éxito de ventas, "Nana", una exposición de la parte inferior humeante de la vida parisina.

## Reparto
| Actor              | Personaje                      | Descripción              |
| ------------------ | ------------------------------ | ------------------------ |
| Paul Muni          | Émile Zola                     |                          |
| Gloria Holden      | Alexandrine Zola               |                          |
| Gale Sondergaard   | Lucie Dreyfus                  |                          |
| Joseph Schildkraut | Capitán Alfred Dreyfus         |                          |
| Donald Crisp       | Maitre Labori                  |                          |
| Erin O'Brien-Moore | Nana                           |                          |
| John Litel         | Charpentier                    |                          |
| Henry O'Neill      | Cnel. Picquart                 |                          |
| Morris Carnovsky   | Anatole France                 | Amigo y soporte de Zóla  |
| Louis Calhem       | Mayor Dort                     |                          |
| Ralph Morgan       | Comandante de Paris            |                          |
| Robert Barrat      | Mayor Walsin-Esterhazy         |                          |
| Vladimir Sokoloff  | Paul Cézanne                   |                          |
| Grant Mitchell     | Georges Clemenceau             |                          |
| Harry Davenport    | Jefe de Estado Mayor           |                          |
| Robert Warwick     | Mayor Henry                    |                          |
| Charles Richman    | M. Delagorgue                  |                          |
| Gilbert Emery      | Ministro de Guerra             |                          |
| Walter Kingsford   | Cnel. Sandherr                 |                          |
| Paul Everton       | Jefe Asistente de Estado Mayor |                          |
| Montagu Love       | M. Cavaignac                   |                          |
| Frank Sheridan     | M. Van Cassell                 |                          |
| Lumsden Hare       | Sr. Richards                   |                          |
| Marcia Mae Jones   | Helen Richards                 |                          |
| Florence Roberts   | Madam Zola                     | Madre de Zola            |
| Dickie Moore       | Pierre Dreyfus                 | Hijo del capitán Dreyfus |
| Rolla Gourvitch    | Jeanne Dreyfus                 | Hija de Dreyfus          |

## Recepción de la crítica

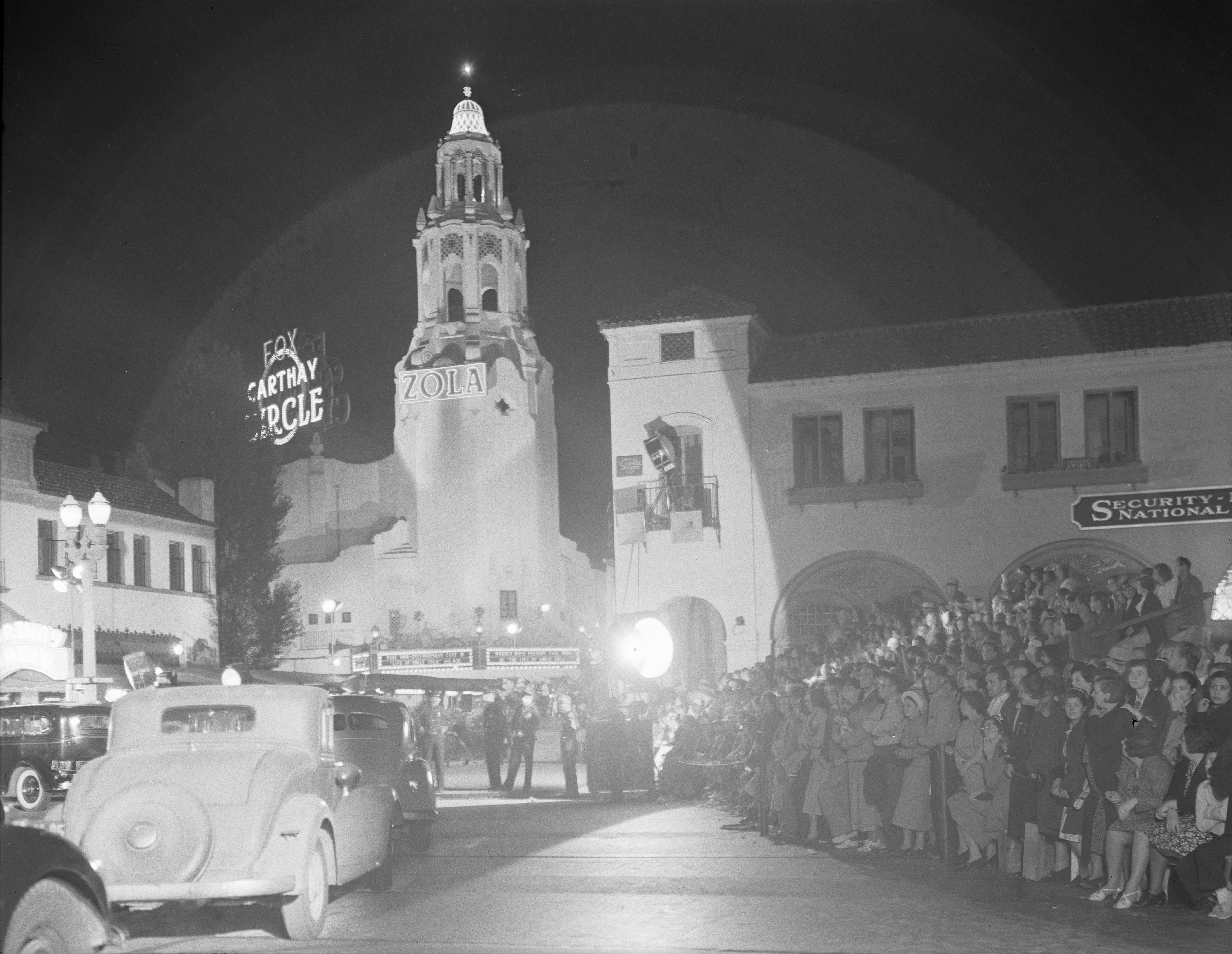
La noche del estreno de la película en el Carthay: foto publicada en Los Angeles Times el 13 de septiembre de 1937.

Las críticas contemporáneas fueron unánimes en sus elogios. Frank S. Nugent de The New York Times escribió:
"Rico, digno, honesto y fuerte, es a la vez la mejor película histórica jamás realizada y la mejor biografía en pantalla, incluso mayor que La historia de Louis Pasteur con la que los Warner cuadraron su conciencia el año pasado... la representación de Paul Muni de Zola es, sin duda, lo mejor que ha hecho",
Variety dijo que era "una historia vibrante, tensa y emocional... Está finamente hecha y merece una alta calificación como arte cinematográfico y un reconocimiento significativo como gran espectáculo".

## Premios y nominaciones
Premios Óscar
- Mejor Película: Warner Bros. (Henry Blanke, productor)
- Mejor Actor de reparto: Joseph Schildkraut
- Mejor Guion: Heinz Herald, Geza Herczeg y Norman Reilly Raine

Y nominaciones en las siguientes categorías:
- Mejor Actor: Paul Muni
- Mejor Dirección artística: Anton Grot
- Mejor Asistente de dirección: Russell Saunders
- Mejor Dirección: William Dieterle
- Mejor Música: Max Steiner; otorgado al director de orquesta Leo F. Forbstein
- Mejor Sonido: Nathan Levinson (Warner Bros. SSD)
- Mejor Argumento: Heinz Herald y Geza Herczeg

National Board of Review
| Año  | Reconocimiento                | Resultado |
| ---- | ----------------------------- | --------- |
| 1937 | Diez películas más destacadas | Incluida  |